# HMS Boreas (H77)
«Бореас» (англ. HMS Boreas (H77) — військовий корабель, ескадрений міноносець типу «B» Королівського військово-морського флоту Великої Британії за часів Другої світової війни.

## Історія створення
Ескадрений міноносець «Бореас» був закладений 22 липня 1929 року на верфі компанії Palmers Shipbuilding and Iron Company у Джарроу. 18 липня 1930 року він був спущений на воду, а 20 лютого 1931 року увійшов до складу Королівських ВМС Великої Британії.

## Історія служби
Після введення до строю «Бореас» увійшов до складу 4-ї флотилії есмінців Середземноморського флоту, у вересні 1936 року переведений до сил Домашнього флоту. На Середземному морі нетривалий час у липні 1936 року брав участь у подіях Громадянської війни в Іспанії, а після ремонту двічі повертався до іспанських берегів у 1937 та 1938 роках. 6 березня 1938 року разом з «Кемпенфельтом» рятували постраждалих іспанського важкого крейсера «Балеарес» біля Картахени.
З червня 1941 року вийшов у тривалий похід до Гібралтару, а звідсіля до Фрітауна на заході Африки, де разом з іншими кораблями увійшли до складу оперативної групи Атлантичного флоту, що обороняла підступи до цього стратегічно важливого порту.
8 грудня 1942 року есмінець з іншими ескадреними міноносцями «Антілоуп», «Порк'юпайн», «Венок» і польським «Блискавиця» ескортував десантні судна «Отранто», SS Tegelberg і плавучу базу ПЧ «Мейдстоун» до Орана, коли піддались атаці німецького підводного човна. «Порк'юпайн» був уражений торпедою німецького підводного човна U-602, який випустив чотири торпеди в «Мейдстоун», але промазав й лише одна влучила в британський есмінець. Внаслідок вибуху 7 осіб загинуло та три дістали поранень, корабель від отриманих пошкоджень розколовся навпіл.
Напрочуд «Порк'юпайн» не затонув і лишився на плаву. Весь екіпаж, за винятком критично необхідного персоналу, підібрав «Венок», а рештки корабля відбуксував фрегат «Екс» до Арзева у Французькому Алжирі.